# Francisco Luna Pizarro
Francisco Xavier de Luna Pizarro (ur. 3 listopada 1780 w Arequipie; zm. 4 lutego 1855 w Limie) – peruwiański duchowny katolicki, polityk liberalny, w latach 1822 i 1833 prezydent Republiki Peru, dwudziesty arcybiskup metropolita limski oraz prymas Peru od 1845 roku. Zaliczany do najwybitniejszych postaci I Republiki.

## Życiorys

### Wykształcenie i młodość
Urodził się w 1780 roku w Arequipie w głęboko wierzącej chrześcijańskiej rodzinie jako syn podpułkownika Juana Antonia de Luna Pizarro i jego żony Cipriano Pacheco Araujo Chaves. W wieku 11 lat został skierowany przez rodziców do Kolegium św. Hieronima w Arequipie, gdzie uczył się retoryki, filozofii, teologii i prawa kanonicznego, a następnie matematyki. Został tam dostrzeżony jako wybitny i zdolny uczeń przez co został wysłany na dalszą naukę na Uniwersytet w Cuzco, gdzie odebrał wykształcenie teologiczne i prawnicze w 1798 roku.
Po powrocie do rodzinnego miasta został wykładowcą w miejscowym kolegium, gdzie nauczał filozofii, etyki i matematyki. 13 kwietnia 1799 roku otrzymał święcenia kapłańskie z rąk biskupa José Pedra de la Rosa Cháveza, który zaproponował mu pracę w sądzie. Przez następne lata odbywał aplikację jako adwokat przy Sądzie Królewskim w Limie. W 1806 roku objął stanowisko sekretarza diecezji Arequipa i prefekta alumnów w miejscowym seminarium duchownym.
Trzy lata później towarzyszył biskupowi Rosa Chavezowi w jego podróży na Półwysep Iberyjski, gdzie zaoberwował nieudolność monarchii hiszpańskiej oraz opór miejscowej ludności walczącej z inwazją francuską Napoleona Bonapartego. Wziął ponadto udział w obradach Kortezów w Kadyksie. W tym czasie ostatecznie ukształtowały się jego poglądy republikańskie i liberalne. W 1812 roku wrócił do Ameryki Południowej, gdzie podjął pracę w kurii metropolitarnej, którą dzielił z pracą naukową, ponieważ był rektorem Kolegium Medycznego w San Fernando.

### Działalność polityczna
Po proklamacji niepodległości Peru w lipcu 1821 roku zaangażował się w działalność patriotyczną, przekonując księży do konieczności wspierania dążeń niepodległościowych Peruwiańczyków. W tym celu założył w grudniu tego samego roku Zakon Słońca oraz wstąpił do Towarzystwa Patriotycznego, stworzonego w celu właściwego zarządzania krajem.
W 1822 roku został wybrany przez Pierwszy Kongres Konstytucyjny Peru na jego przewodniczącego, co wynikało z faktu, iż będąc w Hiszpanii, miał doświadczenie w prowadzeniu obrad ciała ustawodawczego. Celem działalności zgromadzenia było uchwalenie konstytucji dla młodego państwa. Zasłynął wówczas jako przeciwnik jakiejkolwiek dyktatury i demokracji, przez co zyskał szeroką sympatię społeczną. Jako przewodniczący zgromadzenia pełnił krótko dwukrotnie obowiązki tymczasowego (ad interim) prezydenta państwa: po rezygnacji przywódcy powstania José de San Martína 20-22 września 1822 i po upływie I kadencji Agustína Gamarry 20-21 grudnia 1833.
De Luna Pizarro miał decydujący wpływ na politykę Peru w latach 1822–1834, był także głównym autorem projektów konstytucji z 1823, 1828 i 1834 roku. W projektach tych wzorował się na wzorcach europejskich oraz ustawie zasadniczej Argentyny z 1826 roku. Odrzucił jednak federalizm państwa na rzecz zrównoważenia władzy ustawodawczej i wykonawczej. Z kolei w trzeciej konstytucji z 1834 roku wprowadził drobne korekty do poprzednio obowiązującej ustawy zasadniczej, mające na celu zmniejszenie samowoli lokalnych polityków. Nie wykluczał federacji z sąsiednią Boliwią, czyli zjednoczenia historycznego Górnego i Dolnego Peru.
Po 1838 roku zdecydował się poświęcić wyłącznie działalności duszpasterskiej, co związane było z niechęcią do toczących się walk politycznych pomiędzy różnymi grupami interesu oraz stronnictwami politycznymi w Peru.

### Biskup limski
1 sierpnia 1836 roku został mianowany biskupem pomocniczym archidiecezji limskiej ze stolicą biskupią w Alalii. Jego konsekracja biskupia miała miejsce 21 września 1837 roku. Po śmierci w 1842 roku dotychczasowego metropolity został wybrany na zarządcę arcybiskupstwa jako wikariusz kapitulny. Dopiero trzy lata później papież Grzegorz XVI prekonizował go na nowego metropolitę i prymasa Peru. Funkcję tę sprawował do swojej śmierci w 1855 roku.